# Couture (film)
Couture is een toekomstige Amerikaans-Franse dramafilm, geschreven en geregisseerd door Alice Winocour. De hoofdrollen worden vertolkt door Angelina Jolie, Louis Garrel, Ella Rumpf en Anyier Anei. 

## Verhaal
Maxine is een Amerikaanse filmregisseur die in Parijs arriveert om een videoclip over de modeweek te regisseren. Maxine vindt mode nutteloos en overbodig, maar de omdat ze kampt met financiële problemen neemt ze deze uitdaging aan. Ze zit midden in een scheiding, heeft een tienerdochter en bereidt haar volgende speelfilm voor. Haar strak georganiseerde leven staat op het punt uit elkaar te vallen wanneer Maxine een ernstige medische diagnose krijgt. Tijdens Maxines persoonlijke crisis kruist ze het pad met twee andere vrouwen, Angèle, een ervaren visagiste die een fictief werk schrijft gebaseerd op haar eigen ervaringen in de industrie, en Ada, een 18-jarige farmaciestudente uit Nairobi die net als model ontdekt is.

## Rolverdeling
| Acteur            | Personage     |
| ----------------- | ------------- |
| Angelina Jolie    | Maxine Walker |
| Louis Garrel      |               |
| Ella Rumpf        | Angèle        |
| Anyier Anei       | Ada           |
| Garance Marillier |               |
| Finnegan Oldfield |               |

## Productie
In november 2024 werd aangekondigd dat Angelina Jolie, Louis Garrel, Ella Rumpf, Garance Marillier, Anyier Anei en Finnegan Oldfield zich bij de cast van de film hadden gevoegd, die toen nog Stitches heette. Alice Winocour zou de film regisseren op basis van een door haar geschreven scenario. De opnames gingen diezelfde maand van start in Parijs. In februari 2025 werd aangekondigd dat de film de nieuwe titel Couture had gekregen.

## Release
Couture zal op 7 september 2025 in première gaan op het Internationaal filmfestival van Toronto.